# Alexei Bannikow
Alexei Bannikow (kasachisch Алексей Банников; * 26. September 1973 in Almaty) ist ein ehemaliger kasachischer Freestyle-Skier. Er startete in den Buckelpisten-Disziplinen Moguls und Dual Moguls.

## Werdegang
Bannikow, der für den Spartak Almaty startete, nahm von 1991 bis 2002 an 28 Weltcups teil und erreichte bei seinen ersten Weltcup im Dezember 1991 in Piancavallo mit dem 11. Platz im Moguls seine beste Platzierung und in der Saison 1993/94 mit dem 66. Platz im Gesamtweltcup sowie mit dem 24. Rang im Moguls-Weltcup seine besten Gesamtergebnisse. Er startete bei den Weltmeisterschaften 1993 in Altenmarkt-Zauchensee, den Weltmeisterschaften 1995 in La Clusaz, den Weltmeisterschaften 1997 im Iizuna Kōgen Sukī-jō und den Weltmeisterschaften 2001 in Whistler. Sein bestes Ergebnis erreichte er im Jahr 1993 mit dem 20. Platz auf der Buckelpiste. Außerdem nahm an vier Olympischen Winterspielen (1992 in Albertville, 1994 in Lillehammer, 1998 in Nagano und 2002 in Salt Lake City) teil. Dabei kam er im Jahr 1992 auf den 33. Platz, im Jahr 1994 auf den 21. Rang, im Jahr 1998 auf den 26. Platz und im Jahr 2002 auf den 24. Platz im Moguls-Wettbewerb.

## Teilnahmen an Weltmeisterschaften und Olympischen Winterspielen

### Olympische Spiele
- 1992 Albertville: 33. Platz Moguls
- 1994 Lillehammer: 21. Platz Moguls
- 1998 Nagano: 26. Platz Moguls
- 2002 Salt Lake City: 24. Platz Moguls

### Weltmeisterschaften
- 1993 Altenmarkt: 20. Platz Moguls
- 1995 La Clusaz: 21. Platz Moguls
- 1997 Iizuna Kōgen: 28. Platz Moguls
- 2001 Whistler: 25. Platz Moguls, 33. Platz Dual Moguls

## Weltcup-Gesamtplatzierungen
| Saison  | Gesamt | Gesamt | Moguls | Moguls |
| Saison  | Punkte | Platz  | Punkte | Platz  |
| ------- | ------ | ------ | ------ | ------ |
| 1991/92 | 2      | 99.    | 19     | 42.    |
| 1993/94 | 26     | 66.    | 208    | 24.    |
| 1995/96 | 6      | 106.   | 48     | 47.    |
| 1997/98 | 1      | 122.   | 4      | 53.    |
| 2001/02 | 3      | 92.    | 16     | 52.    |